# Marise Chamberlain

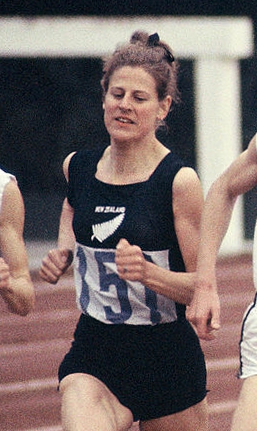
Marise Chamberlain

Marise Ann Millicent Chamberlain (* 5. Dezember 1935 in Christchurch; † 5. November 2024), verheiratete Marise Ann Millicent Stephen, war eine neuseeländische Mittelstreckenläuferin und Sprinterin.

## Sportliche Laufbahn
Chamberlain war eine herausragende Sportlerin ihrer Zeit. Sie war Neuseelands einzige Olympiamedaillengewinnerin für einen Zeitraum von 40 Jahren und die schnellste neuseeländische Frau über 800 Meter. In ihrer sportlichen Karriere stellte sie viele Weltbestzeiten über 440 und 880 Yards sowie 1 Meile auf.
Bei den British Empire and Commonwealth Games kam sie 1958 in Cardiff mit der neuseeländischen 4-mal-110-Yards-Stafette auf den vierten Platz und schied über 100 Yards im Vorlauf aus. 1962 in Perth gewann sie Silber über 880 Yards hinter der Australierin Dixie Willis (Gold) und vor der Engländerin Joy Jordan (Bronze).
Bei den Olympischen Spielen 1964 in Tokio gewann sie Bronze über 800 Meter hinter der Britin Ann Packer (Gold) und der Französin Maryvonne Dupureur (Silber). 1966 stolperte sie bei den British Empire and Commonwealth Games in Kingston über 880 Yards kurz vor der Ziellinie, verpasste damit eine Medaillenplatzierung und wurde Sechste.

## Persönliche Bestzeiten
- 400 m: 53,9 s, 2. März 1963, Dunedin
- 800 m: 2:01,4 min, 3. März 1962, Perth
- 1 Meile: 4:41,4 min, 8. Dezember 1962, Perth